# Cris Alexander
Pour les articles homonymes, voir Cris et Alexander.
Cris Alexandre, né Alan Smith le 14 janvier 1920 à Tulsa (Oklahoma, États-Unis) et mort le 7 mars 2012 à Saratoga Springs (New York, États-Unis), est un acteur, chanteur, danseur, designer et photographe américain.

## Carrière d'acteur
Alexander étudie à la Feagin School of Dramatic Art (en) à New York. Il joue le rôle de Puce dans la distribution originale de On the Town.

## Carrière de photographe
Avant de prendre sa retraite, Alexander est un photographe à succès, connu pour ses portraits de célébrités. Pendant de nombreuses années, il est le photographe officiel du New York City Ballet.
Pendant plusieurs années, il est chef de la photographie au magazine Andy Warhol's Interview. Dans les années 1940, Alexander a une relation amoureuse avec le danseur et chorégraphe John Butler.

## Filmographie
- 1969 : The Littlest Angel : Raphael
- 1958 : Ma tante : M. Loomis
- 1958 : Wonderful Town : Frank Lippencott (comédie musicale)